# Saša Tabaković
Saša Tabaković, slovenski filmski in gledališki igralec ter pevec, * 20. april 1981, Ljubljana. 
Tabaković je igralec, član ansambla SNG Drama Ljubljana. Med letoma 2015 in 2018 je bil poslanec Državnega zbora Republike Slovenije iz vrst Stranke modernega centra.

## Življenjepis
Saša Tabaković je ob maturi na gimnaziji diplomiral na Konzervatoriju za glasbo in balet Ljubljana (smer harmonika in petje), ter se vpisal študij igre na Akademiji za gledališče, radio, film in televizijo v Ljubljani. 
V času študija je prejel dve nagradi »Zlatolaska« (študentje Akademije jo podeljujejo študentom) in Univerzitetno Prešernovo nagrado za vlogo Goldberga v diplomski predstavi Zabava za rojstni dan H. Pinterja. Diplomiral je leta 2005 v razredu profesorja Mileta Koruna.  Istega leta je na Borštnikovem srečanju prejel nagrado za mladega igralca za vlogo Gavestona v predstavi Edvard drugi C. Marlowa v režiji Diega de Breie.
Poleg gledališča se aktivno ukvarja s petjem bosanskih sevdalink in romskih pesmi s skupino Damar, pa tudi s šansoni in popevkami z različnimi slovenskimi glasbeniki. Oktobra 2020 je izdal svoj prvi glasbeni album "Pesmi z drugega brega", s tradicionalnimi pesmimi narodov Panonske nižine.
Do danes je ustvaril več kot petdeset vidnejših gledaliških vlog v SNG Nova Gorica, Mestnem gledališču ljubljanskem in SNG Drama Ljubljana, kjer je od leta 2005 stalni član igralskega ansambla.

### Pomembnejše gledališke vloge
- Lisander v predstavi Sen kresne noči W. Shakespearea
- Gaveston v predstavi Edvard drugi C. Marlowa
- Ojdip v predstavi Ojdip v Korintu I. Svetine
- Moški v predstavi Razred M. Zupančiča
- Zaharija Moirron v predstavi Zarota Svetohlincev, Moliere M. A. Bulgakova
- Tigelin v predstavi Neron A. R. Roze in D. Božiča
- Sergej Pavlovič Vojnicev v predstavi Platonov A. P. Čehova
- Dorian Gray v predstavi Slika Doriana Graya O. Wilda
- Pjoter Vasiljevič Besemjonov v predstavi Malomeščani M. Gorkega
- Ken v predstavi Rdeča J. Logana
- Andrej Prozorov v predstavi Tri sestre A. P. Čehova
- Rihard II v predstavi Rihard III + II W. Shakespeare, Pandur
- Mojšele v predstavi Mi Ha Iš - kdo si človek?  P. Vetrih, S. Tabaković
- Mojster za vse v predstavi Figurae Veneris Histroiae G. Stefanovski
- Barnabas in Učitelj v predstavi Grad  F. Kafke
- Roberto v predstavi Zaljubljenca  C. Goldonija
- Sin v predstavi Bedenje N. Pop Tasića
- Henry (Harry) James v predstavi Alica v postelji S. Sontag
- Marcelo v predstavi Nova rasa M. Zupančiča
- Dobrnik v predstavi Požigalci M. Frischa
- Franz Gottlieb Glass v predstavi Kabaret Kaspar T. Štivičić
- Ivan pl. Križovec v predstavi V agoniji M. Krleže
- Septimus Smith v predstavi Gospa Dalloway V. Woolf
- Moški 1 v predstavi Dan, ko jaz ni bil več jaz  R. Schimmelpfenniga
- Evgenij v predstavi Tango S. Mrožka
- On v predstavi Prah H.Pinterja, E.Mahkovic, D.Šilca Petka
- Helmut Thiel v predstavi Bog F. von Schiracha

### Pomembnejšefilmskevloge
- Ado v filmu Na planincah M. Hočevarja

- Jaša v filmu Pod njenim oknom M. Pevca (prejel filmsko Stopovo nagrado za obetavnega igralca)
- Jan v filmu Vikend v Brightonu S. Hrena
- Ivan Mrak v filmu Ivan in Karla A. Lapajne
- Zborovodja v filmu Kaj ti je deklica U. Djukić

V Dolini rož (del kriminalne trilogije Jezero po romanih Tadeja Goloba) je igral inšpektorja Jakoba Ahlina, za katero je prejel nagrado Zvezda Oriona - AIPA.

## Politika
Tabaković je kandidiral na predčasnih volitvah v državni zbor 2014 v 5. volilni enoti, okraj Velenje. Zaradi imenovanja poslanke SMC mag. Margarete Guček Zakošek za državno sekretarko na gospodarskem ministrstvu 1. julija 2015 je njeno poslansko mesto v državnem zboru RS 9. julija 2015 prevzel Saša Tabaković. Leta 2018 je izstopil iz stranke SMC in zapustil politiko. 

## Zasebno
Poročen z igralko Polono Juh. Imata sina Bela (rojen 2011).